# Forcipomyia sexvittata
Forcipomyia sexvittata är en tvåvingeart som beskrevs av Wirth 1956. Forcipomyia sexvittata ingår i släktet Forcipomyia och familjen svidknott.
Artens utbredningsområde är Costa Rica. Inga underarter finns listade i Catalogue of Life.